# 브리티시컬럼비아 공과대학교
브리티시컬럼비아 공과대학교(The Technical University of British Columbia, TechBC)는 1999년부터 2002년까지 캐나다의 브리티시컬럼비아주 서레 시에 있었던 특수목적의 공립대학이다. 브리티시컬럼비아 주정부에 의해 폐교되기 전까지 운영되었으며 폐교시 소속 학생들과 교육 프로그램들은 SFU Surrey의 기반을 이루기 위해 사이먼 프레이저 대학교로 통합되었다.